# Parafia Narodzenia Najświętszej Maryi Panny w Siedlisku
Parafia pw. Narodzenia Najświętszej Maryi Panny w Siedlisku – parafia rzymskokatolicka, położona w dekanacie Nowa Sól, diecezji zielonogórsko-gorzowskiej, metropolii szczecińsko-kamieńskiej w Polsce, erygowana w 1957. Mieści się przy Placu Zamkowym, pod numerem 17.

## Kościół parafialny
- Kościół Narodzenia Najświętszej Maryi Panny w Siedlisku

## Obszar parafii
Miejscowości przynależne parafii: Bielawy,  Borowiec, Dębianka, Kierzno, Piękne Kąty, Radocin, Różanówka, Siedlisko, Ustronie,  Zwierzyniec.